# アケボノキヌタガイ
アケボノキヌタ（Soletellina atrata）はシオサザナミ科に属する 二枚貝の一種で、内外面とも薄紫色の楕円形に近い形の貝殻をもち殻長約9cmまで成長する。貝殻は薄く、外面の後方に２すじの放射線模様がある。生時は黄褐色の薄い皮におおわれる。房総以南の潮間帯下の細砂底に棲む。同じ属でオーストラリア南部の河口汽水域に棲むSoletellina albaの成長速度について調査された結果、薄い貝殻の生育は速く、冬季に多くが死滅するより前に成長して幼生を産することが示唆されている。本属はHiatula属に含められるようになった。本種および本属の化石は千葉県や岐阜県などの新生代の地層から見つかっている。食べられるが、食用として流通していない。本種名の「キヌタ(砧)」は昔洗濯物を叩いて伸ばすときに使われていた台のこと。
　